# Bodești (gmina)
Bodești – gmina w Rumunii, w okręgu Neamț. Obejmuje miejscowości Bodești, Bodeștii de Jos, Corni i Oșlobeni. W 2011 roku liczyła 4472 mieszkańców.